# Нараївська сільська рада (Галицький район)
| Нараївська сільська рада — орган місцевого самоврядування у Галицькому районі Івано-Франківської області з адміністративним центром у с. Нараївка. 7 червня 1946 року указом Президії Верховної Ради УРСР село Гербутів Більшівцівського району перейменовано на Нараївка і Гербутівська сільська Рада — на Нараївська. Сільрада відновлена 9 липня 1991 року. Водоймища на території, підпорядкованій даній раді: річка Нараївка. Сільській раді підпорядковані населені пункти: - с. Нараївка — населення 564 чол.; площа 9,300 кв.км; |

## Склад ради
Рада складається з 14 депутатів та голови.

### Керівний склад ради
| ПІБ                     | Основні відомості                                                        | Дата обрання | Дата звільнення |
| ----------------------- | ------------------------------------------------------------------------ | ------------ | --------------- |
| Януш Михайло Михайлович | Сільський голова, 2038 року народження, освіта                           | 26.03.2006   | 22.04.2009      |
| Курас Марія Романівна   | Сільський голова, 1955 року народження, освіта, член партії Єдиний Центр | 02.08.2009   | 31.10.2010      |

Примітка: таблиця складена за даними джерела